# Acanthobrama terraesanctae
Acanthobrama terraesanctae es una especie de pez de la familia de los Cyprinidae en el orden de los Cypriniformes. Es una especie endémica del mar de Galilea.

## Descripción

### Morfología
Los machos pueden llegar alcanzar los 25 cm de longitud total.

### Reproducción
Es ovíparo.

### Distribución geográfica
Se encuentra en el lago de Tiberíades (Israel), formando parte de una exclusiva fauna y flora de dicho país.

### Observaciones
Es inofensivo para los humanos.